# 中谷莉奈
中谷 莉奈 （なかたに りな、2005年4月27日 - ）は、大阪府出身の女子サッカー選手。セレッソ大阪ヤンマーレディース所属。ポジションはディフェンダー、ミッドフィルダー。

## 来歴

### ユース
2019年、セレッソ大阪堺レディースに下部組織選手として登録。
2020年、セレッソ大阪堺レディースに登録されず、セレッソ大阪堺ガールズで全試合に出場。
2021年、セレッソ大阪堺レディースに登録された。フォーメーションが4-3-3に変更されて以降はフォワードとして最前線で起用された。
2022年、再び下部組織選手として登録された。

### 代表
2022年10月、インドで開催された2022 U-17女子ワールドカップに臨むU-17日本代表メンバーに選出され、全4試合にスタメンで出場した。

## 個人成績

### クラブ
| クラブ                         | シーズン | リーグ      | 背番号 | リーグ戦 | リーグ戦 | カップ戦 | カップ戦 | リーグ杯 | リーグ杯 | AFC  | AFC  | 合計 | 合計 |
| クラブ                         | シーズン | リーグ      | 背番号 | 出場     | 得点     | 出場     | 得点     | 出場     | 得点     | 出場 | 得点 | 出場 | 得点 |
| ------------------------------ | -------- | ----------- | ------ | -------- | -------- | -------- | -------- | -------- | -------- | ---- | ---- | ---- | ---- |
| セレッソ大阪堺レディース       | 2019     | なでしこ2部 | 45     | 2        | 0        | 0        | 0        | 0        | 0        | —    | —    | 2    | 0    |
| セレッソ大阪堺レディース       | 2021     | なでしこ1部 | 17     | 18       | 3        | 5        | 1        | —        | —        | —    | —    | 23   | 4    |
| セレッソ大阪堺レディース       | 2022     | なでしこ1部 | 17     | 8        | 1        | 0        | 0        | —        | —        | —    | —    | 8    | 1    |
| セレッソ大阪ヤンマーレディース | 2023-24  | WE          | 17     | 9        | 0        | 0        | 0        | 3        | 0        | -    | -    | 12   | 0    |
| セレッソ大阪ヤンマーレディース | 2024-25  | WE          | 17     | 16       | 0        | 1        | 0        | 5        | 0        | -    | -    | 22   | 0    |
| セレッソ大阪ヤンマーレディース | 2025/26  | WE          | 17     |          |          |          |          |          |          | -    | -    |      |      |
| セレッソ大阪ヤンマーレディース | 通算     | 通算        | 通算   | 53       | 4        | 6        | 1        | 8        | 0        | 0    | 0    | 67   | 5    |
| 通算                           | 日本     | 日本        | 1部    | 25       | 0        | 1        | 0        | 8        | 0        | 0    | 0    | 34   | 0    |
| 通算                           | 日本     | 日本        | 2部    | 28       | 4        | 5        | 1        | 0        | 0        | 0    | 0    | 33   | 5    |
| 総通算                         | 総通算   | 総通算      | 総通算 | 53       | 4        | 6        | 1        | 8        | 0        | 0    | 0    | 67   | 5    |

1. ↑  セレッソ大阪堺ガールズの出場記録を含まない

- 日本女子サッカーリーグ
  - 初出場 - 2019年9月7日 なでしこリーグ2部 第11節 愛媛FCレディース戦 (丸山公園陸上競技場)[4]
  - 初得点 - 2021年5月15日 なでしこリーグ1部 第8節 NGUラブリッジ名古屋戦 (名古屋市港サッカー場)[4]

- WEリーグ
  - 初出場 - 2023年11月18日 第2節 大宮アルディージャVENTUS戦 (NACK5スタジアム大宮)[5]

### 代表
- U-17日本女子代表
  - 2022年 - 2022 FIFA U-17女子ワールドカップ

## タイトル

### クラブ
- セレッソ大阪堺ガールズ
  - 日本クラブユース 女子サッカー大会（U-18)：1回 (2022)